# Kisielice
Kisielice (germană Freystadt in Westpreussen) este un oraș în Polonia.